# Enicospilus fenestralis
Enicospilus fenestralis là một loài tò vò trong họ Ichneumonidae.